# Pamplona
Pamplona (baskicky Iruña či Iruñea) je hlavní město španělského autonomního společenství a zároveň provincie Navarra. Žije zde více než 196 000 obyvatel. Pamplona se nachází 92 km jižně od San Sebastiánu a 407 km severovýchodně od Madridu. Ve městě stojí gotická katedrála. Opus Dei zde provozuje Navarrskou univerzitu.

## Geografie
Město leží na levém břehu řeky Argo, se středem kolem náměstí Plaza del Castillo.

## Historie
Jméno města je odvozeno od římského generála Pompeia, který zde roku 74 před n. l. založil vojenský tábor na jednom z pahorků. V době stěhování národů od roku 409 byla celá oblast osídlena Vizigóty, Franky a nakonec Maury. V roce 778 sídlo dobylo vojsko Karla Velikého a byly vystavěny obranné valy. V roce 781 je napadli Arabové pod vedením Abd ar-Rahmana. V roce 924 Pamplonu zničil Abd ar-Rahman III. a ta ztratila dosavadní význam hospodářského a obchodního centra oblastid. V roce 824 vytvořili místní obyvatelé Baskové Baskické království Pamplonu, později nazývané Navarrským královstvím. Pamplona byla jeho metropolí, dvě nové čtvrti založili francouzští obchodníci a řemeslníci. Měsro se rozvíjelo i proto, že bylo na trase svatojakubské poutní cesty do Santiaga de Compostella. Roku 1512 král Ferdinand V. spojil Navarru s Kastilií. Francouzi dobyli Pamplonu za napoleonských válek roku 1808, ale již roku 1813 přešla do rukou Angličanů.   

## Památky a významné stavby
- Náměstí Plaza del Castillo s historickými stavbami domů, původně v těchto místech byl hrad, od roku 1405 se zde konají trhy a oslavy svátků
- Katedrála Nanebevzetí Panny Marie (Santa María della Asunción), trojlodní gotická dvouvěžová bazilika byla vystavěna z cihel v letech 1397–1530, západní portál má neoklasicistní sloupový portikus; gotické klenby hlavní lodi dosahují výšky 30 metrů; uvnitř je mramorový náhrobek s alabastrovými postavami krále Karla III. Navarrského († 1425) a jeho manželky královny Eleonory Kastilské, obklopený třemi desítkami soch truchlících řeholníků
- Radnice z 18. st., na malém náměstí před radnicí začíná a končí známý běh s býky na svátek sv. Fermína.
- Kostel sv. Firmina, patrona města; vrcholně barokní stavba z roku 1710, prohlášena za baziliku minor
- Bazilika sv. Ignáce z Loyoly (San Ignacio), barokní chrám s jezuitskou kolejí z roku 1624
- Kostel sv. Dominika (Santo Domingo) s klášterem dominikánů ze 16. století
- Kostel sv. Saturnina
- Kostel sv. Vavřince (San Lorenzo), výchozí místo běhu býků
- Římský akvadukt Noáin – nejstarší stavba ve městě, z 1.–2. století n. l.
- Ciudadela (Citadela) – pevnost, vystavěná v letech 1571 až 1645. V současné době ji obklopuje park, oblíbený pro sportovní aktivity nebo kulturní akce.
- Diecézní muzeum s pokladem katedrály

## Vzdělání
Pamplona má tři univerzity: nejstarší Univerzita Navarry, byla založená v roce 1952 členy katolické konzervativní organizace Opus Dei. Státní Universidad Pública de Navarra (UPNA) byla otevřena v roce 1987. Universidad Nacional de Educación a Distancia (UNED) je školou dálkového studia, existující více než 20 let.

## Oslavy svátku sv. Fermína
Světoznámými se staly každoroční oslavy svátku díky běhu odvážných, který se koná u příležitosti oslav sv. Fermína, patrona města a celé Navarry. Do ulic jsou vypuštěni býci. Oslavy začínají 6. července v pravé poledne katolickým procesím se sochou sv. Fermína na nosítkách z kostela tohoto světce do katedrály. Končí 14. července o půlnoci. Encierro, jak se běh nazývá, oslavy zakončuje. Původně sloužil k rannímu přesunu býků z ohrady pod městskými hradbami do arény, kde se odpoledne konají býčí zápasy. Býci jsou vypuštěni u kostela San Lorenzo. Masová aktivní účast odvážných účastníků z řad veřejnosti se při těchto bězích rozšířila až ve druhé polovině 20. století. Vzdálenost mezi ohradou a býčí arénou je 850 metrů. Tento koridor protíná historické centrum města, je předem daný a bezpečně oddělený od ostatních částí města.

## Sport
Město je domovem úspěšného fotbalového klubu CA Osasuna. Ve městě také sídlí jeden z nejlepších házenkářských týmů světa Portland San Antonio.

## Galerie

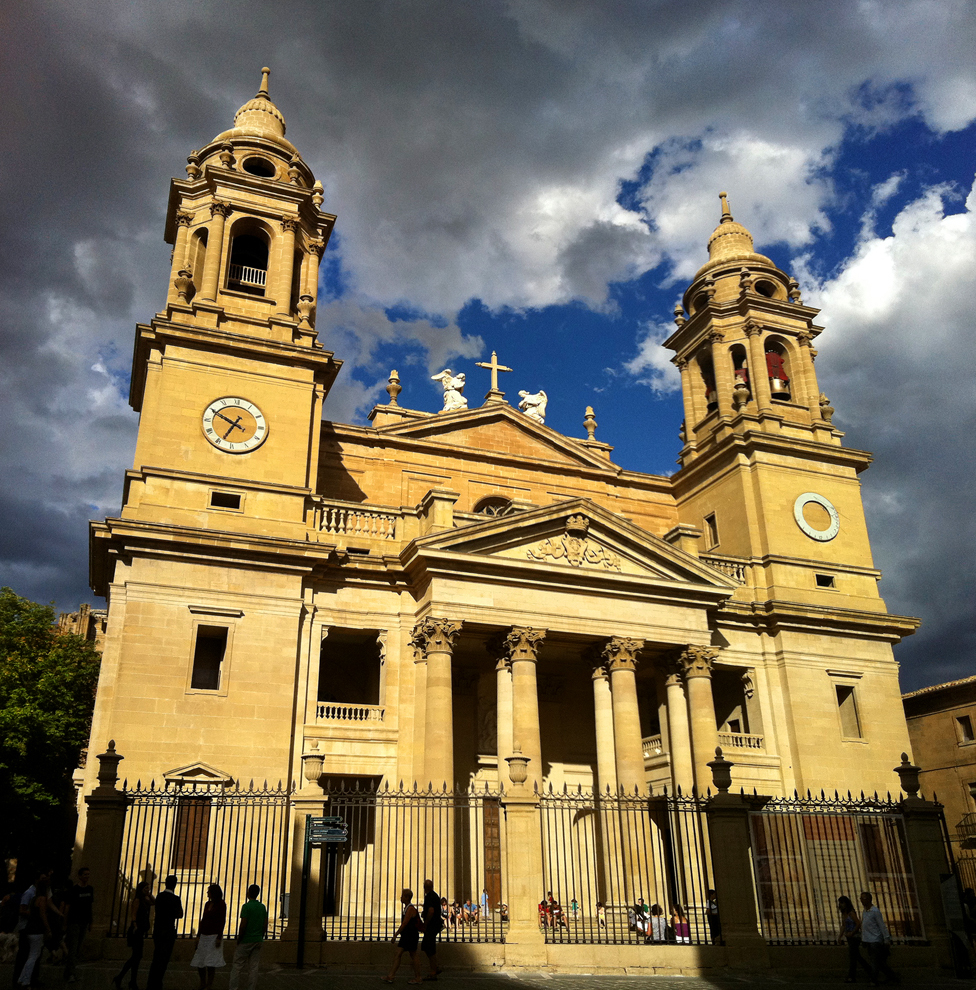
katedrála Santa María
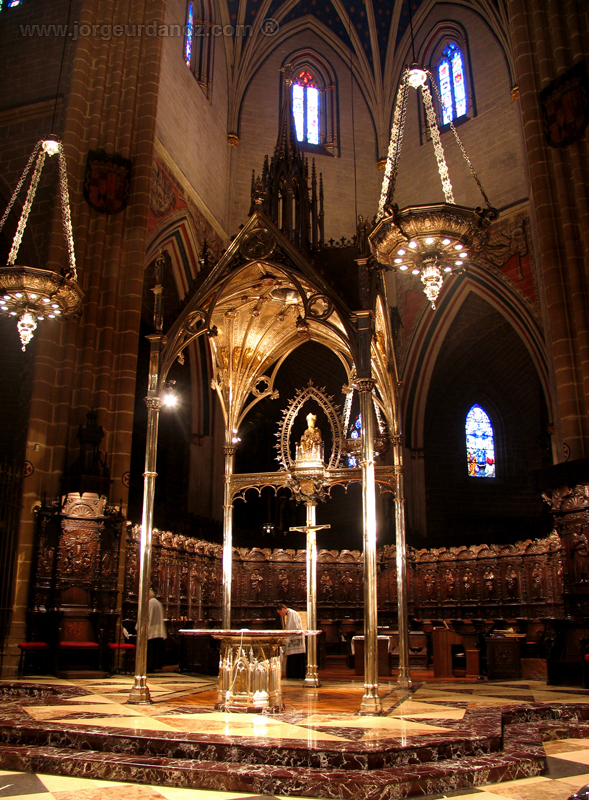
Hlavní oltář katedrály
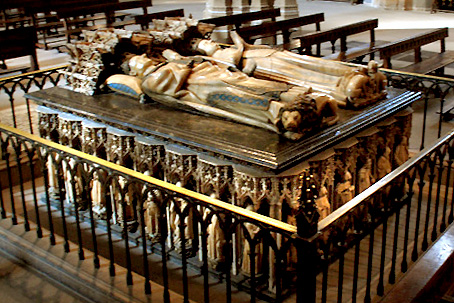
Náhrobek krále Karla III. a Eleonory Kastilské
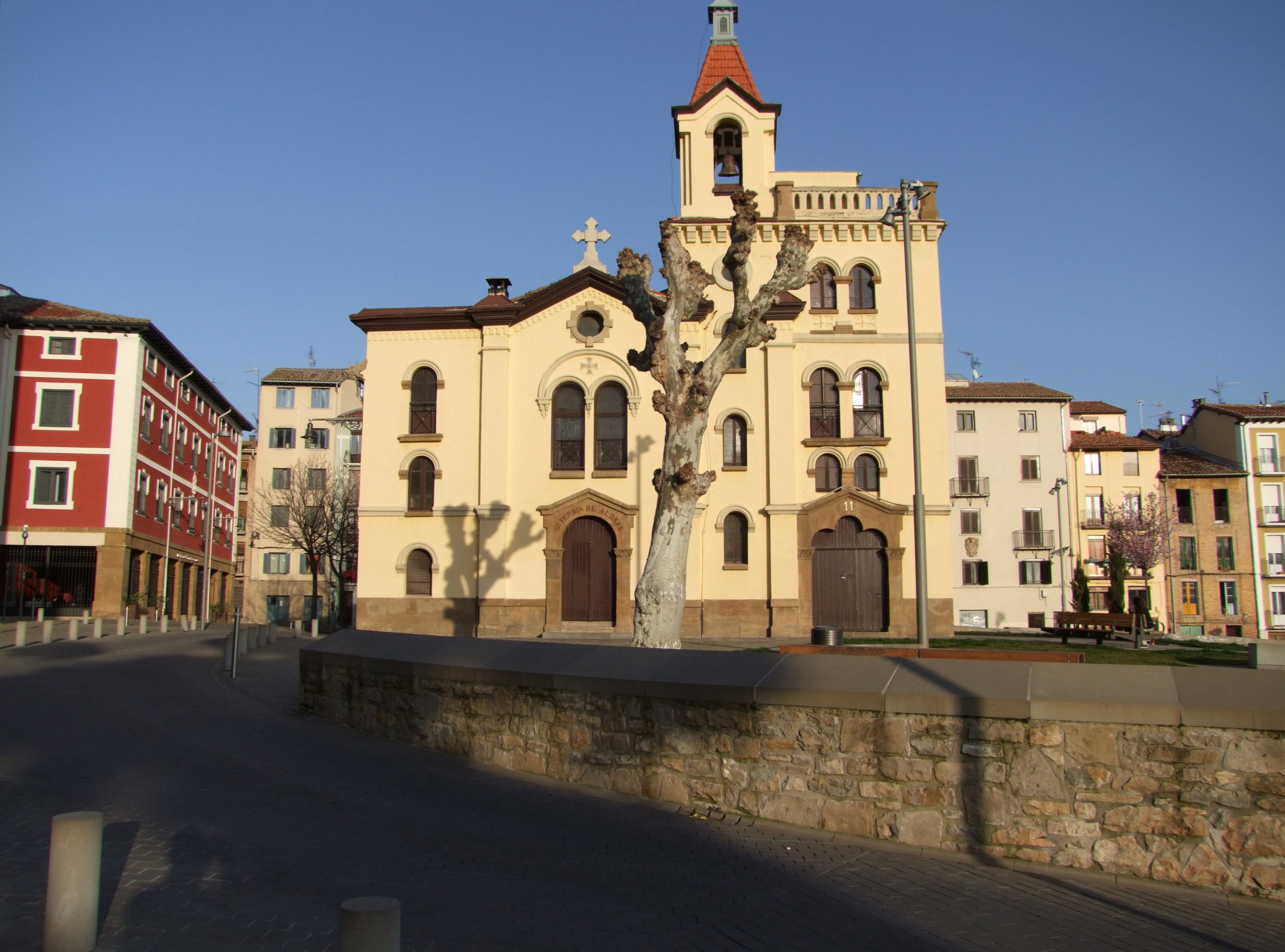
Kostel sv. Fermína
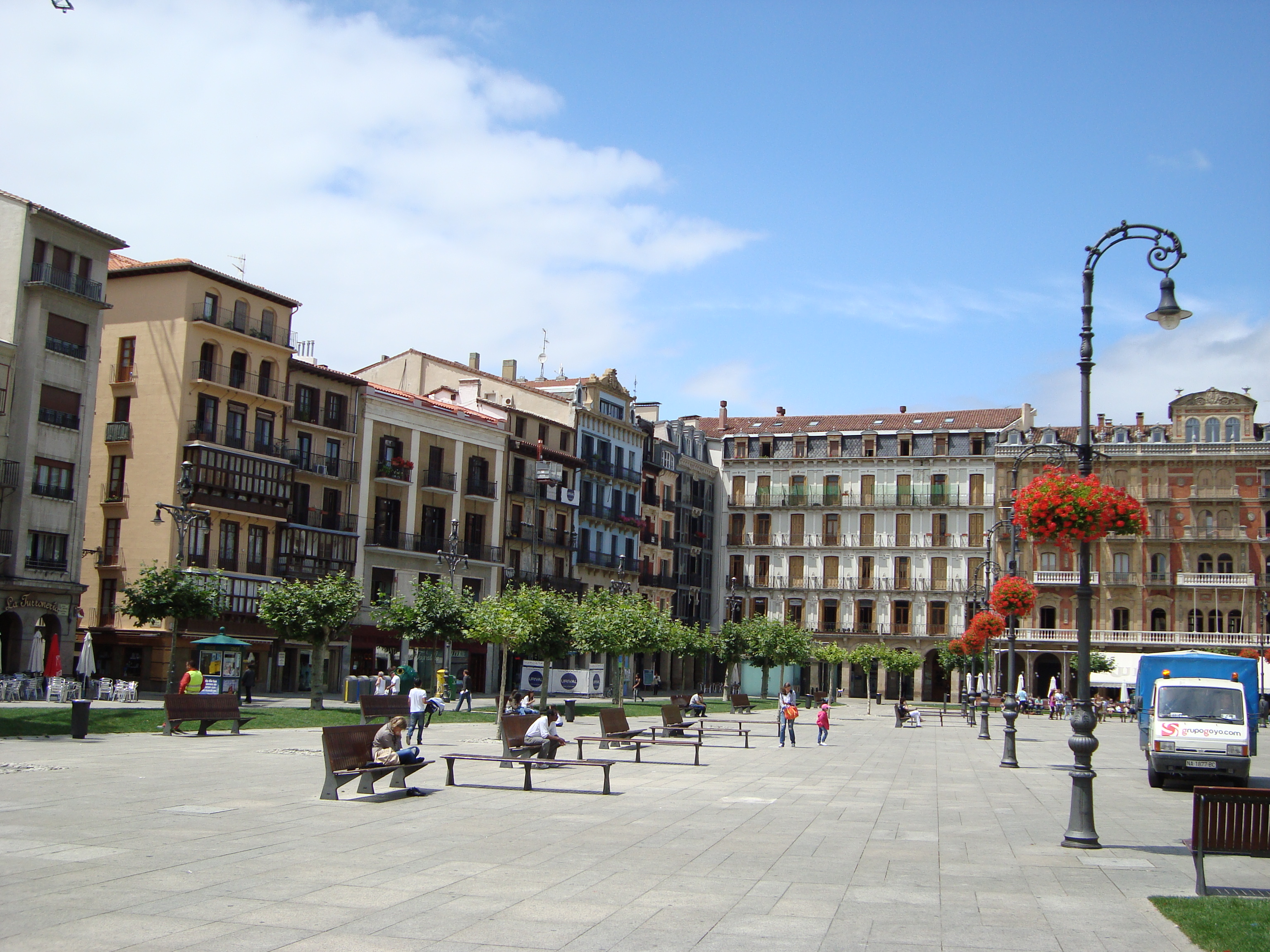
hlavní náměstí Plaza del Castillo
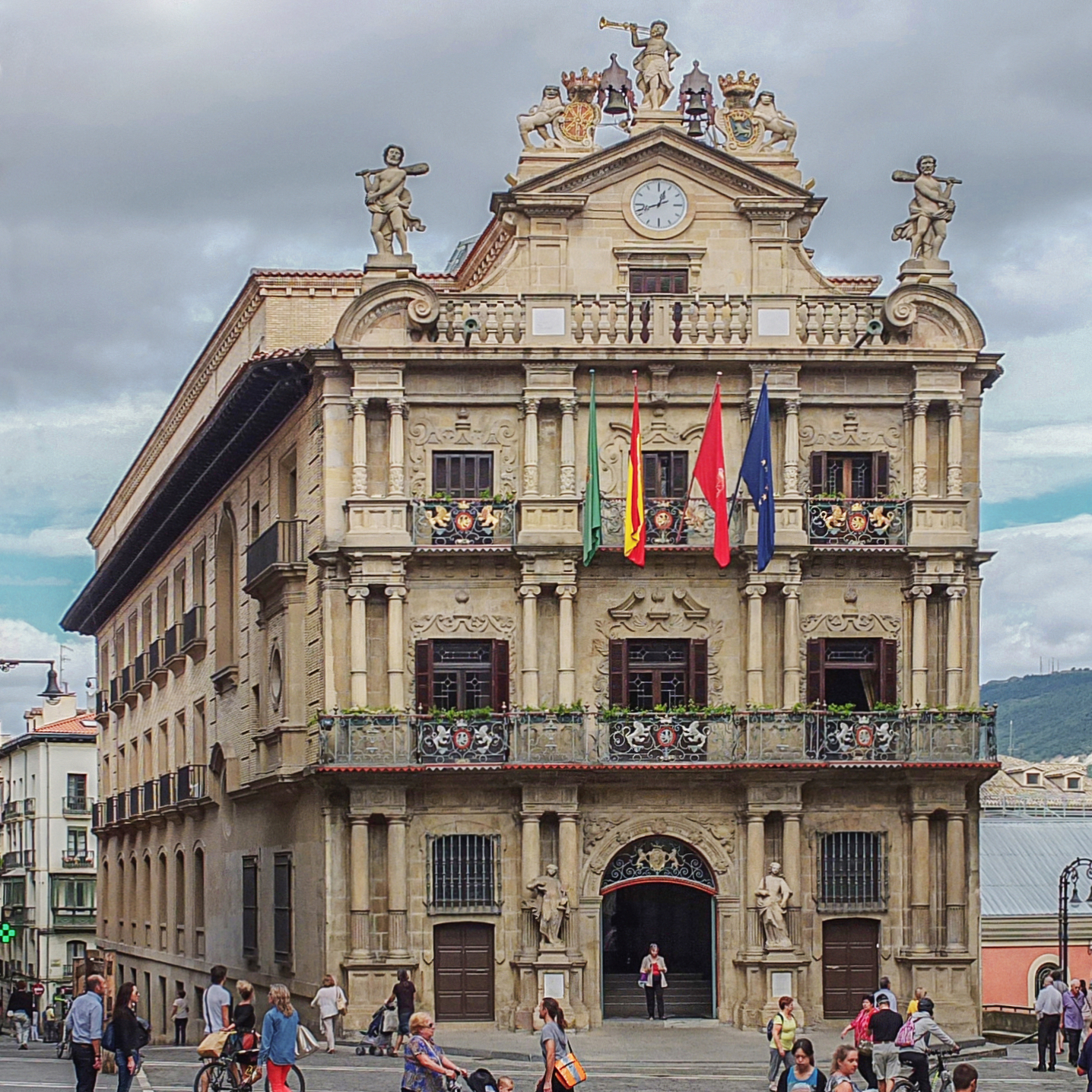
budova radnice
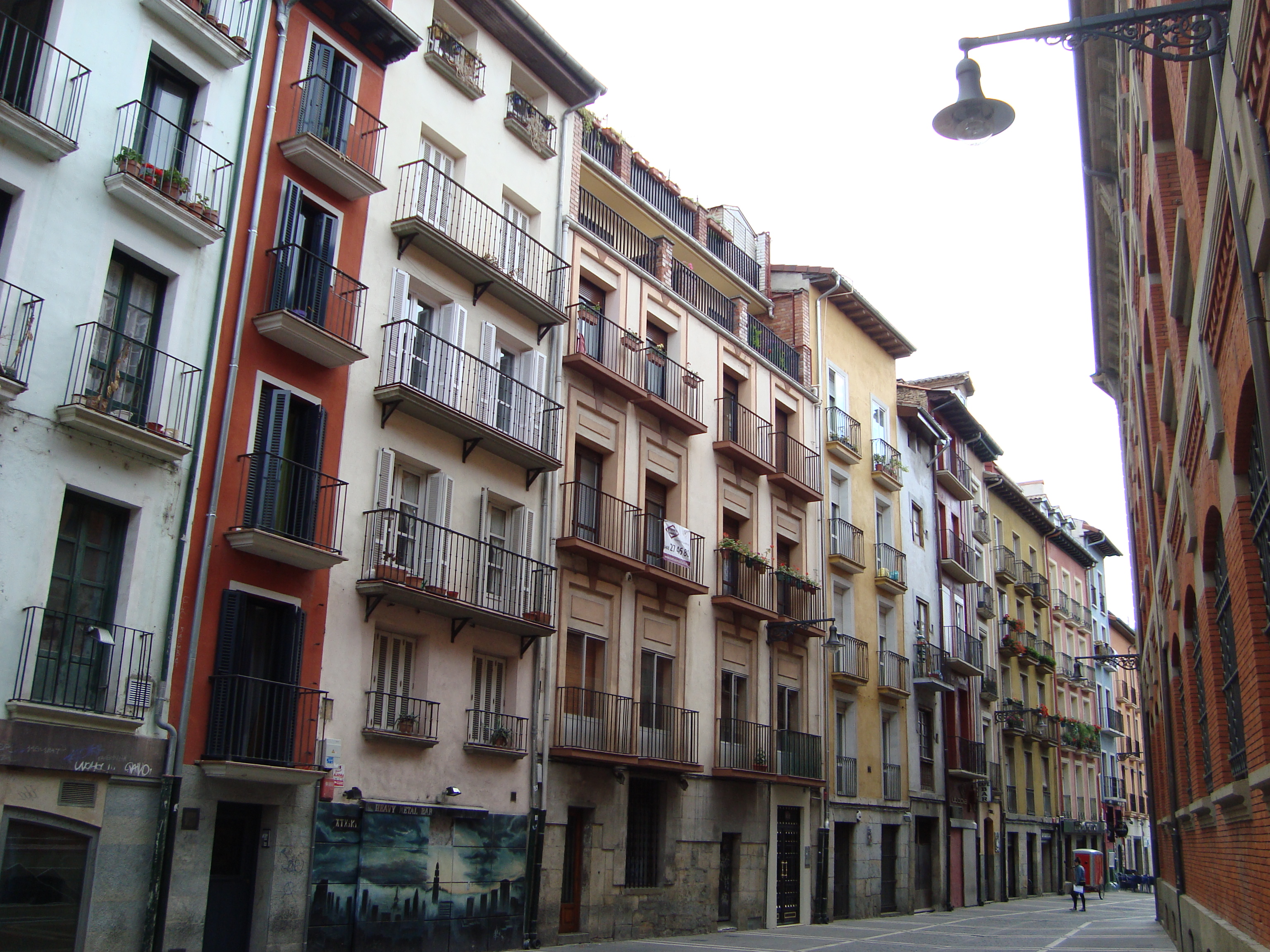
ulice na Starém Městě, Casco Antiguo
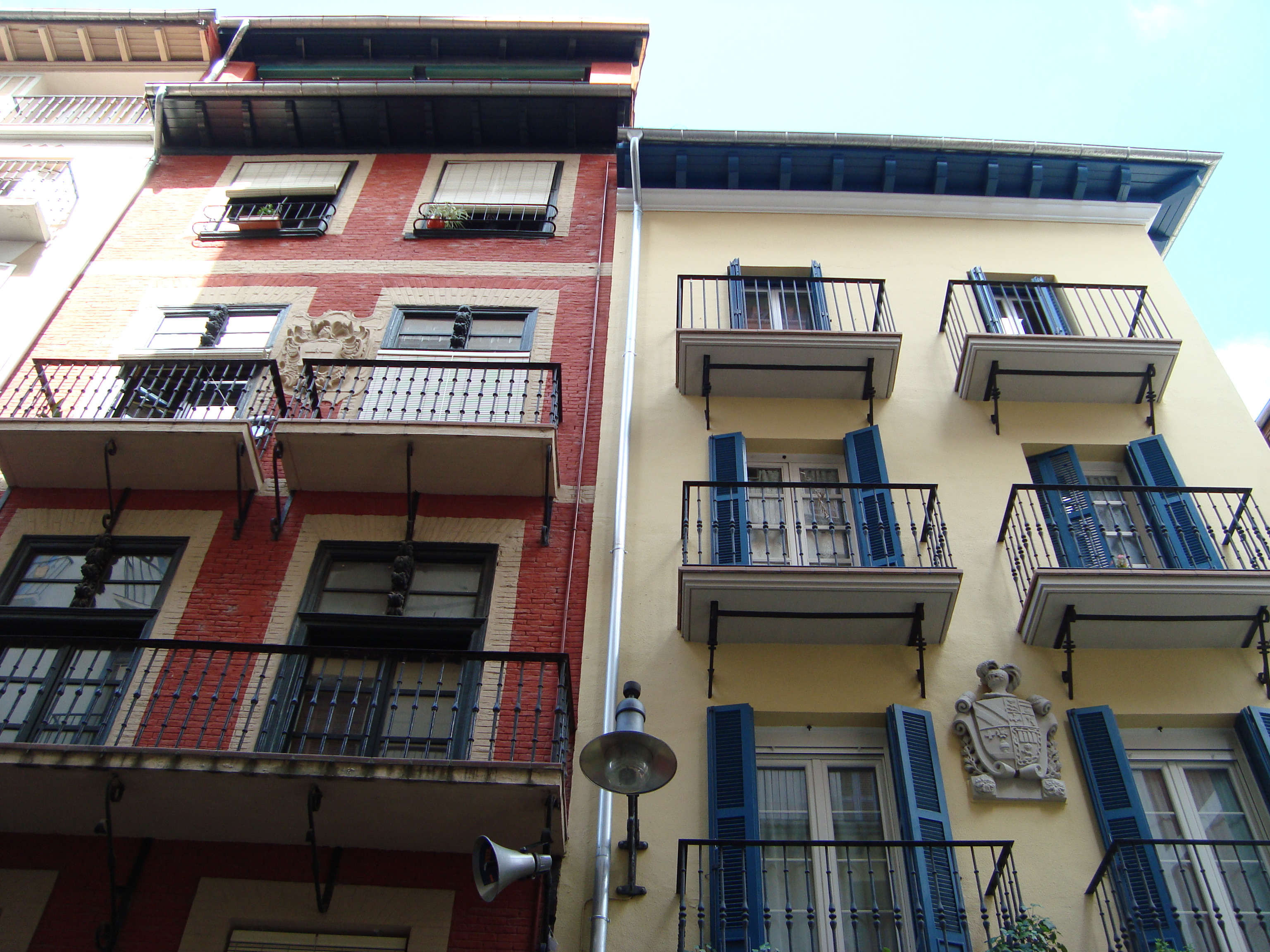
barevné fasády domů
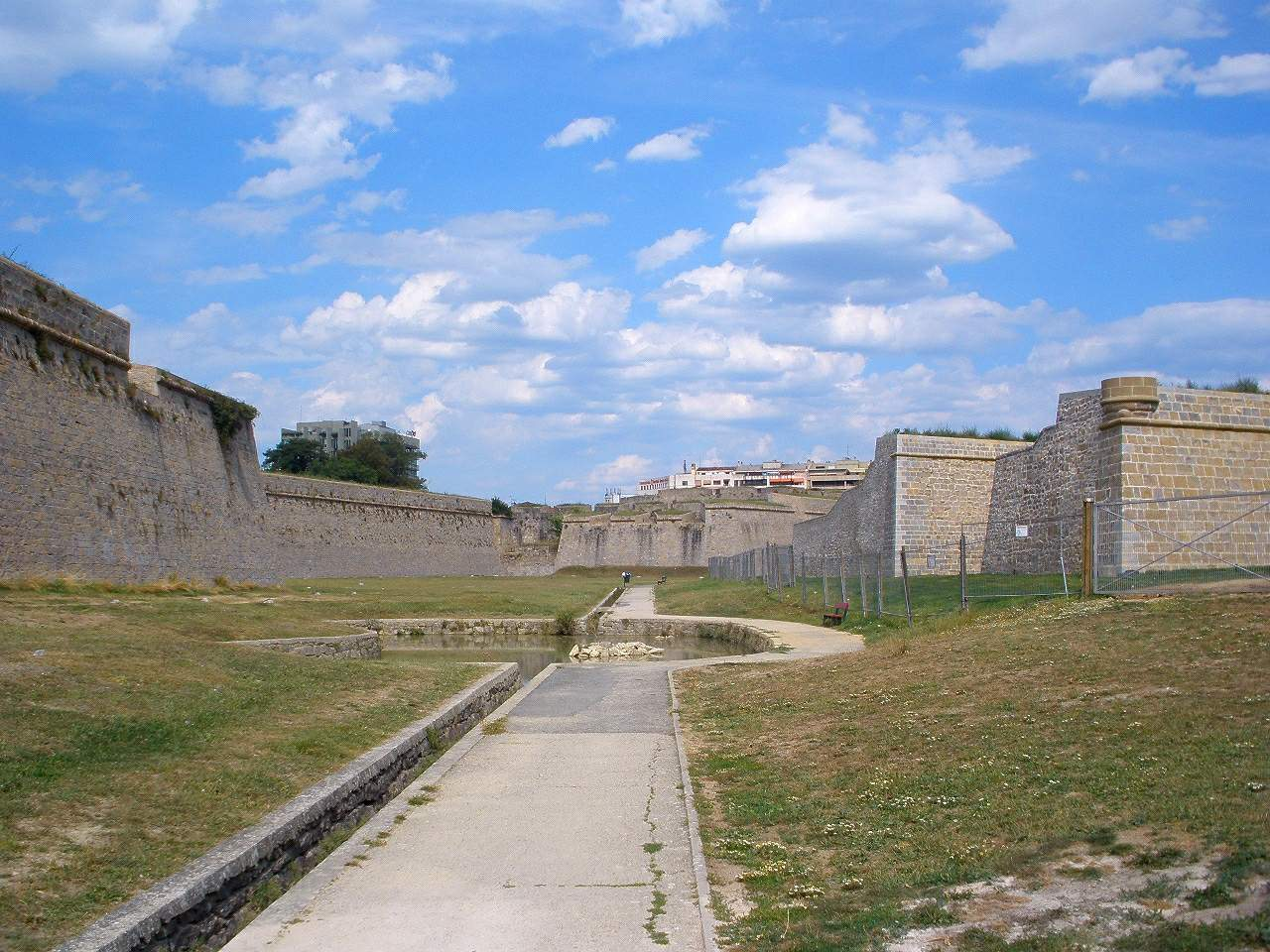
pevnost Ciudadela
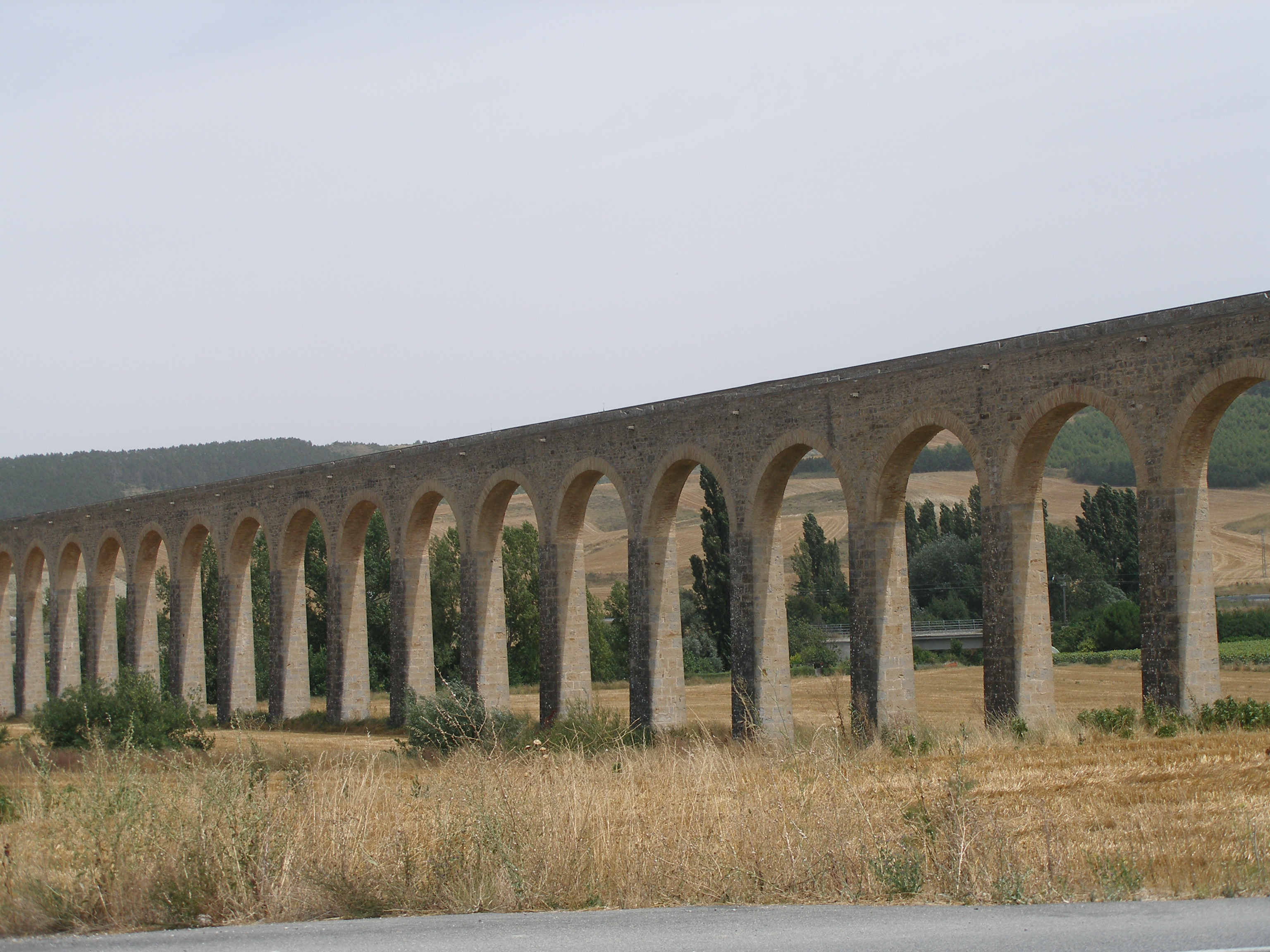
Akvadukt Noáin

## Partnerská města
- Bayonne, Francie (1960)
- Jamaguči, Japonsko (1980)
- Paderborn, Německo (1992)
- Pamplona, Kolumbie (2001)